# 核素圖

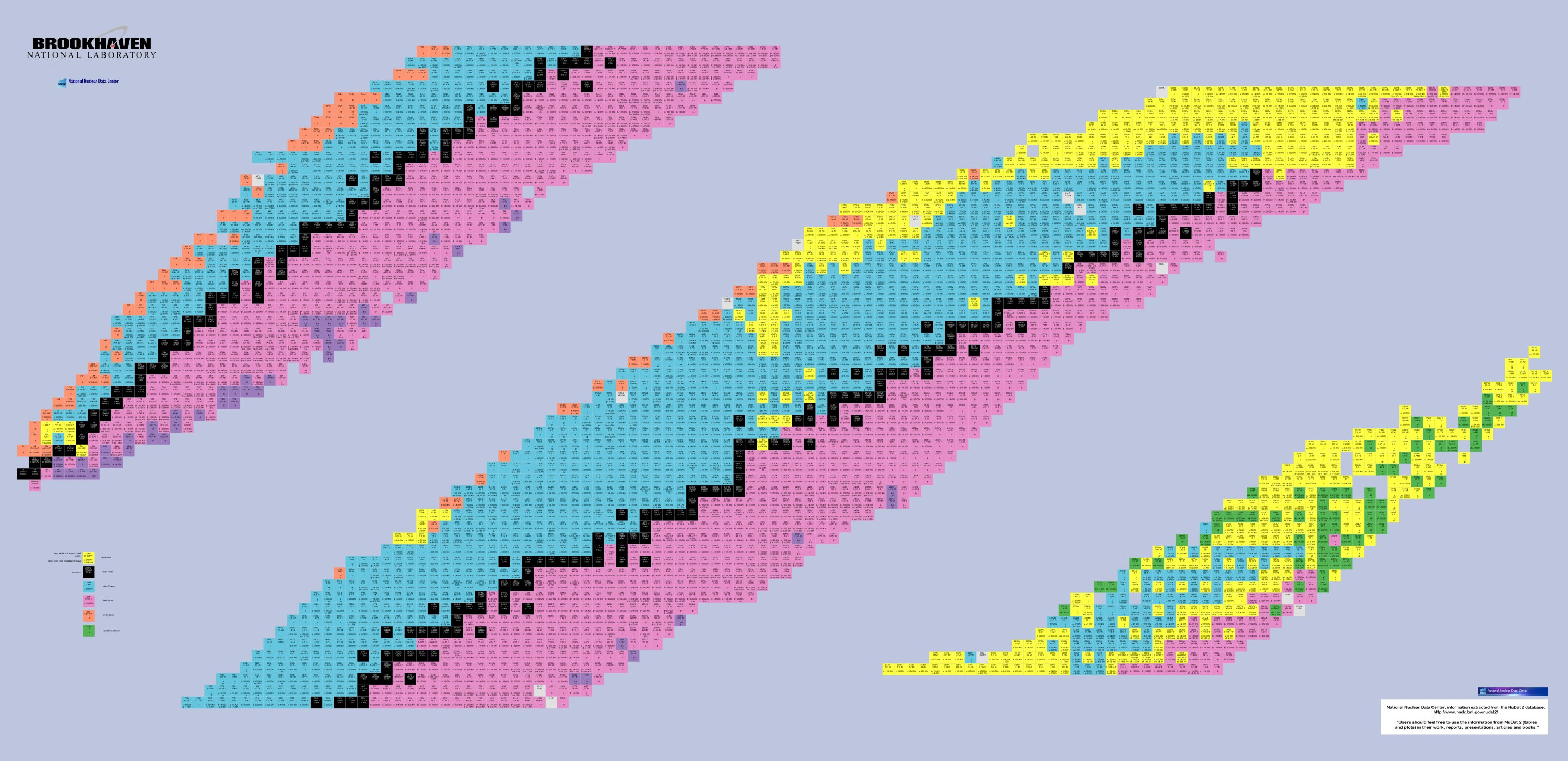
核素图（为显示方便，划分成三个部分）

核素图或核素表是一个二维图表。其中一维表示核素的中子数，另一维表示它的质子数。因此图中的每一点代表某个元素真实存在的或者假想的核素。相比于更关注化学性质的元素周期表，这套标度系统能够提供更多的同位素信息。

## 特点和历史
因为核素图能区分不同的同位素，所以它能够表明核素的核性质或放射性。而同位素的化学性质没有显著差异，因此元素周期表只是表明化学性质的变化而已。核素图的X轴表示中子数，Y轴表示质子数，包括质子和中子泄露线以外的部分。这套系统最初由乔治·菲亚在1935年发表，由埃米利奧·塞格雷在1945年扩编。1958年，沃尔特·希尔曼·埃格伯特和葛达·芬尼发表了卡尔斯鲁厄核素图的第一版，而第七版在2006年推出。现在已有各种核素图中，流行范围最广的是其中四个：卡尔斯鲁厄核素图、斯特拉斯堡大学核素图、日本原子力研究所核素图、诺尔原子能实验室核素图。核素图已经成为核科学界的基本研究工具。

## 參閱
- 同位素列表
- 核素列表